# Die Deutsche Wochenschau

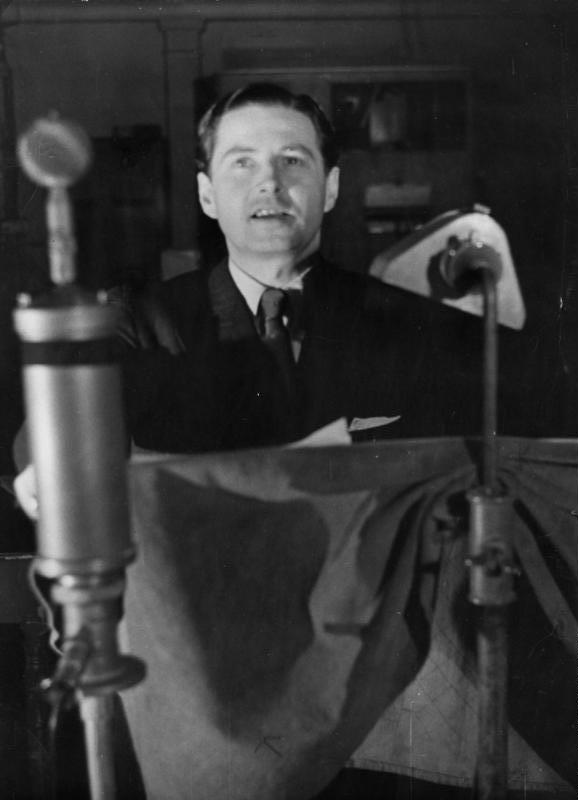
Wochenschau-Sprecher Harry Giese 1941

Die Deutsche Wochenschau war während der Zeit des Nationalsozialismus von 1940 bis 1945 die zentralisierte und gleichgeschaltete Wochenschau in den Kinos des nationalsozialistischen Deutschen Reiches. Sie wurde in der Regel zwischen dem Kulturfilm und dem eigentlichen Hauptfilm gezeigt und diente gleichzeitig der Information über das aktuelle Kriegsgeschehen im Zweiten Weltkrieg und auch der Verbreitung von nationalsozialistischer Propaganda. Wöchentlich wurden etwa 2000 Kopien reichsweit verschickt, zudem gab es hunderte fremdsprachige Kopien für Verbündete, neutrale Staaten und Kriegsgefangenenlager. Ein beträchtlicher Teil des heute erhaltenen Filmmaterials aus dieser Zeit besteht aus Wochenschau-Aufnahmen.

## Geschichte
Regelmäßige Wochenschauen gab es im Deutschen Reich bereits lange vor der „Deutschen Wochenschau“. Sehr früh schon wurden die dokumentarischen Möglichkeiten des Films – noch ohne Ton – für verschiedenste Wochenschauproduktionen auch kleinerer Filmfirmen genutzt. Ein frühes Beispiel ist die seit 1914 gezeigte „Messter-Woche“. Ab Anfang der 1930er Jahre kam es vor allem infolge der Einführung der Tonfilmtechnik zu einer zunehmenden Konzentration der Wochenschauproduktion auf einige marktbeherrschende Filmkonzerne und deren Wochenschauen:
- die Ufa-Tonwoche,
- die Deulig-Tonwoche,
- die Fox Tönende Wochenschau und
- die Emelka-Tonwoche.

Schon vor der Machtübernahme der Nationalsozialisten 1933 hatten die Wochenschauen häufig eine nationalistische Ausrichtung; Reichspropagandaminister Joseph Goebbels fand hier ein gut funktionierendes Werkzeug der Propaganda vor.
1935 wurde die Produktion der verschiedenen privatwirtschaftlich produzierten Wochenschauen unter die Aufsicht eines von Goebbels gegründeten „Deutschen Film-Nachrichtenbüros“ gestellt (damals bekannt unter dem Namen „Büro Weidemann“), das seinerseits direkt dem Reichsministerium für Volksaufklärung und Propaganda unterstand. 1939 kam es zu einer weiteren organisatorischen Straffung der zunehmend zentralisierten Wochenschau-Koordination, als das „Deutsche Film-Nachrichtenbüro“ von der neu gegründeten „Deutschen Wochenschauzentrale beim Reichsministerium für Volksaufklärung und Propaganda“ abgelöst wurde. Dies bedeutete, dass die vier großen Wochenschau-Label der drei Wochenschauproduzenten UFA, Tobis-Tonbild-Syndikat und Fox zwar offiziell selbständig blieben, faktisch aber das Reichspropagandaministerium via „Wochenschauzentrale“ direkt in die Wochenschaugestaltung eingriff.
Die einzelnen Wochenschaufirmen waren der „Wochenschauzentrale“ in direkter Verantwortung unterstellt; es gab weder in ökonomischer und organisatorischer, noch in personeller Hinsicht einen Spielraum für selbständiges und eigenverantwortliches Handeln. In den nach Beginn des Zweiten Weltkrieges inhaltlich weitgehend vereinheitlichten Wochenschauen wurden zwar aus urheberrechtlichen Gründen noch einige Monate die unterschiedlichen Titelvorspanne der einzelnen Firmen vormontiert, ab Mitte Juni 1940 (ab Nr. 511) aber durch den Einheitstitel „Die Deutsche Wochenschau“ ersetzt. Damit war auch nach außen der Anschein der Pluralität aufgehoben. Im November 1940 folgte die endgültige organisatorische Zusammenlegung der vier Wochenschauen unter der zentralisierten Produktion der UFA, um die direkte Einflussnahme durch das Propagandaministerium zu erleichtern und das Medium Wochenschau vollständig – auch sprachlich – gleichzuschalten.
Bis November 1943 wurde die „Deutsche Wochenschau“ im Hauptgebäude der Ufa im Zentrum von Berlin in der Krausenstraße fertiggestellt und synchronisiert. Als im November 1943 das Gebäude durch alliierte Bombenangriffe schwer beschädigt worden war, wurde die Wochenschauarbeit in den Keller und ins Nebengebäude verlegt. Anfang Juni 1944 wurde die gesamte Wochenschauherstellung außerhalb Berlins nach Buchhorst in Baracken verlagert. Nachdem ab Ende Dezember 1944 (ab Nr. 746) die letzten Ausgaben der Deutschen Wochenschau teilweise nur noch unregelmäßig in die wenigen erhalten gebliebenen Lichtspielhäuser kamen, endete ihre Produktion am 22. März 1945 mit der Kinofassung der Nr. 755. Diese letzte Ausgabe zeigte u. a. den letzten öffentlichen Auftritt Adolf Hitlers im Garten der Neuen Reichskanzlei, knapp einen Monat vor seinem 56. Geburtstag, bei der er u. a. zwanzig angetretenen Hitlerjungen das Eiserne Kreuz verlieh. Lange Zeit war davon ausgegangen worden, dass diese Aufnahmen am Geburtstag Hitlers, dem 20. April 1945, gemacht worden wären. Später stellte sich heraus, dass diese bereits im Monat vorher entstanden waren. Wegen der im Wesentlichen zusammengebrochenen Transport- und Postverbindungen war es ohnehin kaum noch möglich, die in Berlin gefertigten Kopien der Wochenschau in alle noch unbesetzten Gebiete des Deutschen Reiches zu befördern. So hatte z. B. schon am 23. Januar 1945 die Reichsbahn den zivilen Schnell- und Eilzugverkehr komplett eingestellt.

## Produktion und Charakteristik

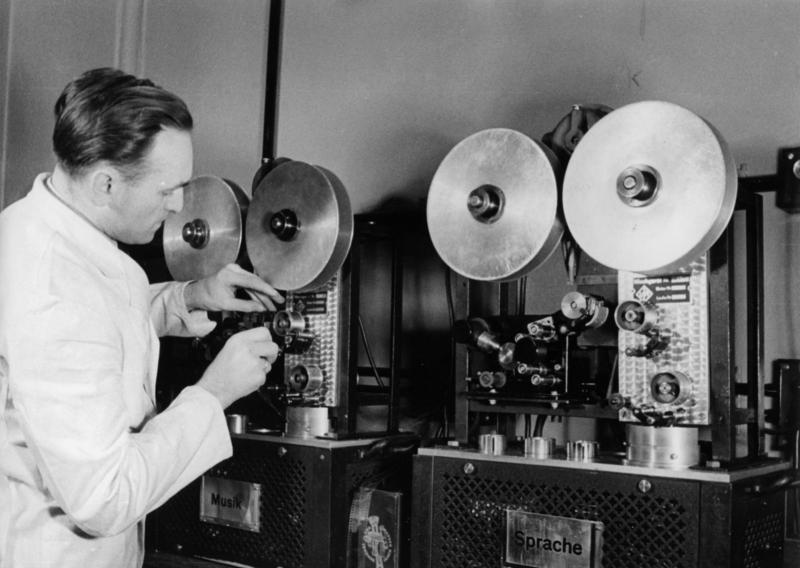
Mischraum der Deutschen Wochenschau

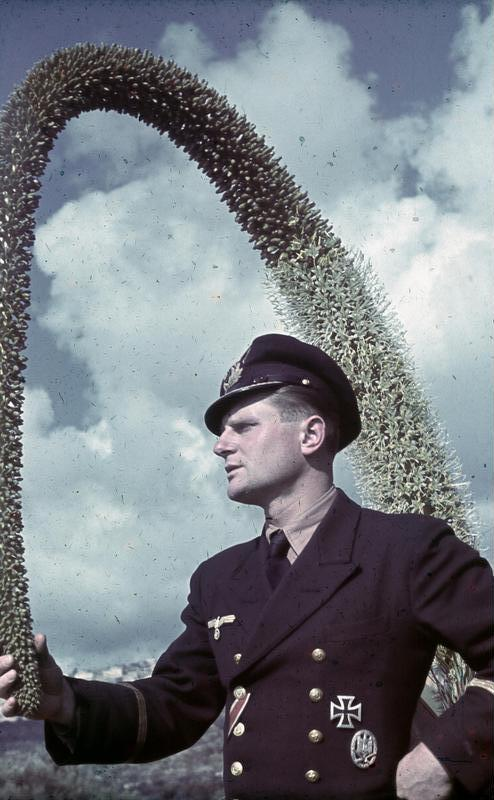
Horst Grund unterwegs in Agrigento

Das Material der „Deutschen Wochenschau“ wurde zu einem großen Teil von den „Filmberichtern“ der „Propagandakompanien“ (PK) der Wehrmacht gefilmt – jedem Heereszug war ein Kamerateam zugeteilt.
Als Sprecher wurde Harry Giese verpflichtet, der zuvor bereits für die Wochenschauen von Tobis-Tonbild-Syndikat gearbeitet hatte. Als Giese an Gelbsucht erkrankte, wurde er 1943/44 vorübergehend von seinem Kollegen Walter Tappe vertreten. Chefredakteur war zunächst Heinrich Roellenbleg und später, nachdem dieser bei Goebbels in Ungnade gefallen war, der Journalist und Kriegsberichterstatter Fritz Dettmann. Der Komponist Franz R. Friedl fungierte als Sachbearbeiter für Musik. Zahlreiche Kameraleute waren für diese Wochenschau auf den Kriegsschauplätzen unterwegs: Gerhard Garms, Hans Bastanier, Horst Grund, Hans Ertl, Erich Stoll, Fritz Joachim Otto uvm. Für Aufnahmen von Adolf Hitler wurde dessen persönlicher Kameramann Walter Frentz von der Luftwaffe in das Führerhauptquartier abkommandiert.
Die Zusammenstellung kurzer Nachrichtenbeiträge über politische, militärische, kulturelle und sportliche Ereignisse der vergangenen Wochen wurde in den Kriegsjahren in fast allen Kinos jeweils vor Beginn des Spielfilms gezeigt. Als Erkennungsmusik (von der zwei Versionen existierten: eine kurze und eine längere mit mehrfacher Wiederholung und mehreren Trommelwirbeln) wurde seit der endgültigen Zusammenlegung eine Sequenz aus dem Horst-Wessel-Lied, die Wochenschau-Fanfare gespielt. Nach dem Beginn des Krieges gegen die Sowjetunion folgte der eigentlichen Wochenschaufanfare die Russland-Fanfare, eine Sequenz aus „Les Préludes“ von Franz Liszt. Die Berichterstattung konzentrierte sich vor allem auf das aktuelle Kriegsgeschehen, das im Zuge des für Deutschland zunehmend ungünstiger verlaufenden Fortgangs immer stärker geschönt und verfälscht dargestellt wurde.
Während des Krieges und vor allem nach den ersten Anzeichen eines Scheiterns an der Ostfront im Winter 1941/42 und der Niederlage in der Schlacht von Stalingrad 1943 wurde die Berichterstattung der Wochenschau für Goebbels immer wichtiger; glaubte er doch, über das Medium Film einen entscheidenden Stimmungswandel in der deutschen Bevölkerung einleiten zu können. Bereits 1939 überwachte er deshalb häufig persönlich die verschiedenen Produktionsphasen der einzelnen Wochenschau-Ausgaben, ließ sich Rohschnittfassungen vorführen, änderte die Texte des Kommentars und legte Schwerpunkte der Berichterstattung fest. Adolf Hitler wiederum nahm die als kriegswichtig eingestufte Wochenschau bis Ende 1944 regelmäßig persönlich ab (in der Forschungsliteratur gibt es allerdings auch die Auffassung, dass sich Hitler ab Ende 1942 so gut wie gar nicht mehr um die Abnahme der Wochenschau kümmerte) und griff auch häufig direkt in den Produktionsprozess ein.
Tatsächlich war aber die Glaubwürdigkeit der Wochenschau und damit auch ihre Effektivität als Propagandamittel spätestens seit der Niederlage in Stalingrad stark eingeschränkt. Zwar hatte das Reichsministerium für Volksaufklärung und Propaganda am ersten Kriegstag die „Verordnung über außerordentliche Rundfunkmaßnahmen“ erlassen. Sie verbot das absichtliche Abhören von Feindsendern und bedrohte vor allem die Weitergabe von „Feindpropaganda“ mit harten Strafen („in besonders schweren Fällen mit dem Tode“). Es gab aber Zuwiderhandelnde, die sich unter Lebensgefahr Informationen verschafften und ebenfalls unter Lebensgefahr an hoffentlich vertrauenswürdige Personen weitergaben. Auch durch die Deutsche Feldpost im Zweiten Weltkrieg und persönliche Berichte von Fronturlaubern gelangten Kenntnisse über die wahre militärische Lage in die Bevölkerung, stets bedroht vom möglichen Vorwurf der „Feindpropaganda“ und der „Wehrkraftzersetzung“. Auch die zunehmende Zerstörung deutscher Städte durch Luftangriffe alliierter Bomberverbände machte immer deutlicher, dass die Vision vom Endsieg, welche die Wochenschauen bis zuletzt beschworen, nicht in Erfüllung gehen würde.

## Ableger
Folgende Produktionen mit Nachrichtenbeiträgen, die unter Verwendung des in der „Deutschen Wochenschau“ gezeigten Filmmaterials entstanden, sind im Weiteren bekannt:
- für das Feldersatzheer der Wehrmacht: Die „Frontschau“ (als Ausbildungs- und Anschauungsfilme)
- für den Einsatz außerhalb des Reichsgebietes: „UfA-Europawoche“, „Ufa-Auslands-Tonwoche“
- für den Bereich Wehrmacht und NSDAP: „Monatsbildberichte“
- Als Zusammenfassungen: „Descheg-Monatsschau“, die Monatsschau „Panorama“ in Farbe

## Wochenschauen nach dem Zweiten Weltkrieg
Auch nach dem Zweiten Weltkrieg wurden in beiden deutschen Staaten Wochenschauen produziert:
- In der Bundesrepublik Deutschland wurde von 1950 bis 1977 die Neue Deutsche Wochenschau in den Kinos ausgestrahlt.
- In der Deutschen Demokratischen Republik erschien zwischen 1946 und 1980 Der Augenzeuge.